# Оливет (Канзас)
Оливет (енгл. Olivet) град је у америчкој савезној држави Канзас.

## Демографија
По попису из 2010. године број становника је 67, што је 3 (4,7%) становника више него 2000. године.
| Група             | 2000.      | 2010.      |
| Белци             | 63 (98,4%) | 60 (89,6%) |
| Афроамериканци    | 0 (0,0%)   | 0 (0,0%)   |
| Азијати           | 0 (0,0%)   | 3 (4,5%)   |
| Хиспаноамериканци | 1 (1,6%)   | 1 (1,5%)   |
| Укупно            | 64         | 67         |